# Joachim Lengerer
Joachim Lengerer (* 14. Juli 1957) ist ein ehemaliger deutscher Fußballspieler. Der Stürmer bestritt für den SSV Ulm 1846 14 Meisterschaftsspiele in der 2. Bundesliga.

## Sportlicher Werdegang
Lengerer begann mit dem Fußballspielen beim Tübinger Stadtteilverein TV Derendingen. Von dort wechselte er zur TSG Tübingen, mit der er in der drittklassigen 1. Amateurliga Schwarzwald-Bodensee auflief. 1978 verpasste er mit dem Klub die Qualifikation für die neu geschaffene Oberliga Baden-Württemberg und trat in der Folge in der Verbandsliga Württemberg an. 1979 zog er gemeinsam mit seinem Bruder Klaus Lengerer innerhalb der Liga zum TSV Ofterdingen weiter, 1982 stieg er mit der Mannschaft in die Oberliga auf. Dort trat er als regelmäßiger Torschütze in Erscheinung, mit 15 Saisontreffern in 33 Ligaspielen platzierte er sich an elfter Stelle der Torschützenliste. Während sein Klub am Saisonende 82/83 nur einen Abstiegsplatz belegte, hatte er sich damit für höhere Aufgaben empfohlen.
Im Sommer 1983 verpflichtete der Zweitligaaufsteiger SSV Ulm 1846 Lengerer, der beim 5:2-Auftaktsieg gegen Rot-Weiss Essen in der Zweitliga-Spielzeit 1983/84 mit zwei Toren zum gelungenen Start in die Saison beitrug. Unter Trainer Paul Sauter konnte er sich jedoch nicht dauerhaft in der Stammformation festsetzen, im gesamten Saisonverlauf lief er in 14 Spielen auf und erzielte dabei fünf Tore. Nach nur einer Spielzeit ging er anschließend wieder in die Oberliga zurück, wo er sich dem SV Kuppenheim anschloss. Mit dem Klub, der ab Spätherbst 1984 vom Ex-Profi Heinz Stickel trainiert wurde, stieg er jedoch an der Seite weiterer Ex-Profis wie Harald Heck, Friedhelm Sturm, Konrad Koffler und Klaus Beverungen in die Viertklassigkeit ab. 1986 verließ er den Klub mit unbekanntem Ziel.
Mitte der 1990er Jahre versuchte sich Lengerer als Fußballtrainer. Unter anderem betreute er die Spvgg Mössingen, mit der er in der Spielzeit 1993/94 in die Bezirksliga Alb aufstieg.